# أولا ويست
أولا ويست (بالسويدية: Ulla West)‏ هي فنانة سويدية، ولدت في 1954.